# Abbingwehr
Der Name Abbingwehr, in der ältesten Überlieferung Abbyngearwe, bezieht sich auf eine kleine Warftsiedlung nördlich des Dorfes Loppersum in der Gemeinde Hinte (Landkreis Aurich) in Ostfriesland. Abbingwehr liegt etwa zehn Kilometer nördlich der Stadt Emden. Der Ort liegt am Abbingwehrer Tief, das westlich des Ortes in das Alte Greetsieler Sieltief mündet.

## Geschichtliches
Die Siedlung dürfte bereits im frühen Mittelalter entstanden sein. Der sumpfige Boden der teilweise sehr tief liegenden Gemarkung behinderte während des Mittelalters einen Ausbau der kleinen Ortschaft, so dass die Warf und das Land von Abbingwehr wahrscheinlich zwischen 1285 und 1290 günstig oder als Schenkung in den Besitz des Johanniterordens gelangten.
Zu Beginn des 16. Jahrhunderts war die Kommende Abbingwehr die reichste des Johanniterordens in Ostfriesland. Im Zuge der Reformation wurden die Ordensmitglieder 1528/29 durch gräfliche Truppen gewaltsam verdrängt. 1529 wurde die Klosterkirche auf gräflichen Befehl abgerissen. In die sonstigen Gebäude der Kommende zogen Meier des Grafen ein.
Durch das Entgegenkommen der verwitweten Gräfin Anna konnte der Emder Reformator und Landessuperintendent Ostfrieslands, Johannes á Lasco im Herbst 1546 Abbingwehr vorübergehend als Besitz erwerben.

## Abbingwehr heute
Das Dorf Abbingwehr gehört zu den kleinsten Ortschaften der Gemeinde Hinte. Es liegt in der Nähe der B 210 zwischen Emden und Aurich und ist in erster Linie landwirtschaftlich geprägt.
Koordinaten: 53° 27′ N, 7° 15′ O